# 玛米拉

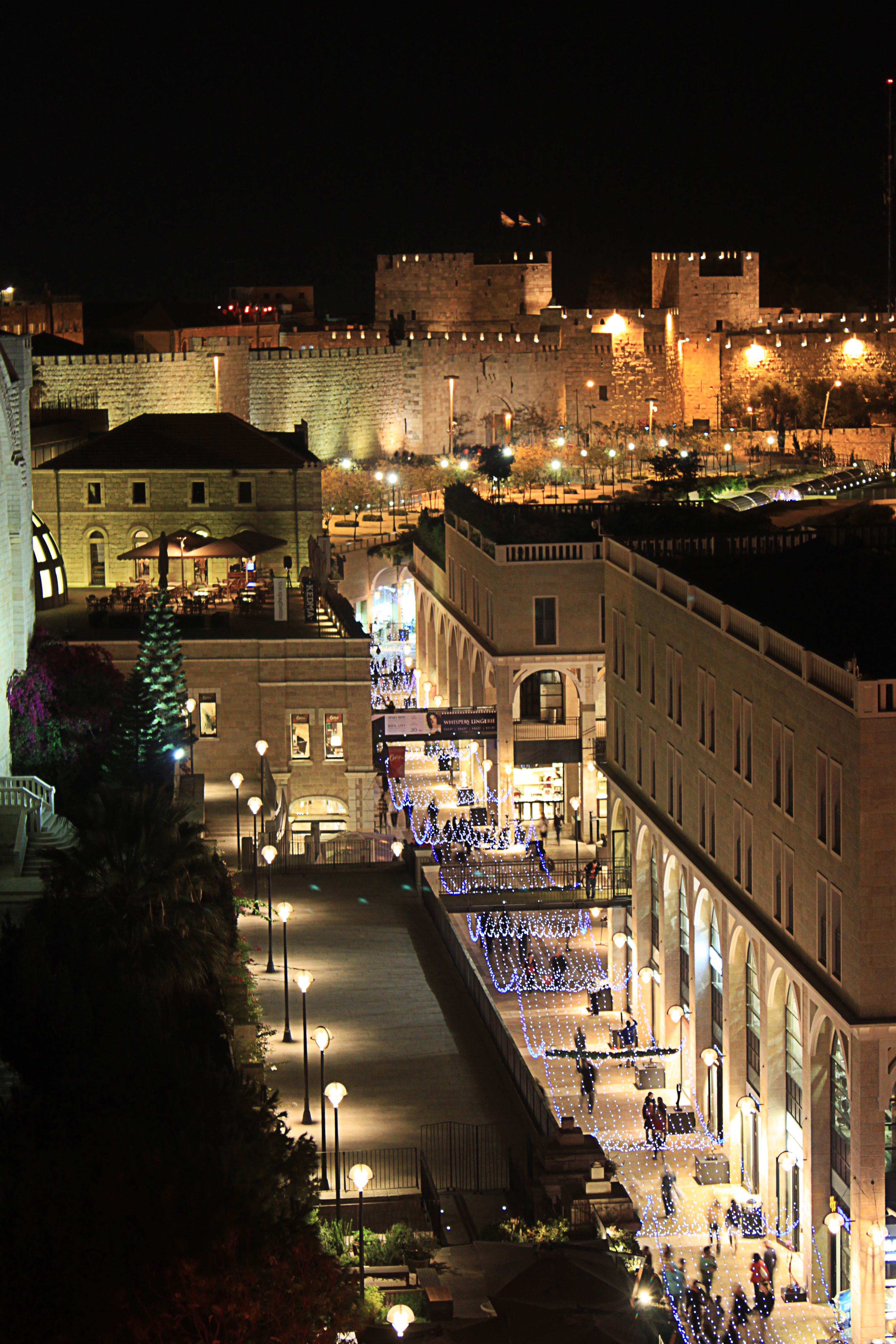
玛米拉大道，2011

玛米拉 （希伯來語：‎）是耶路撒冷的一个社区，于19世纪后期在耶路撒冷老城外，雅法门以西建立。直到1948年，这是一个混合的犹太人和阿拉伯人商业区。在1948年到1967年之间，它位于该市的以色列和约旦占领区之间的停火线上，许多建筑物被约旦炮击摧毁。以色列政府批准玛米拉都市更新项目，分摊土地为住宅和商业区域，包括酒店和办公空间。玛米拉购物中心在2007年开业。

## 地理

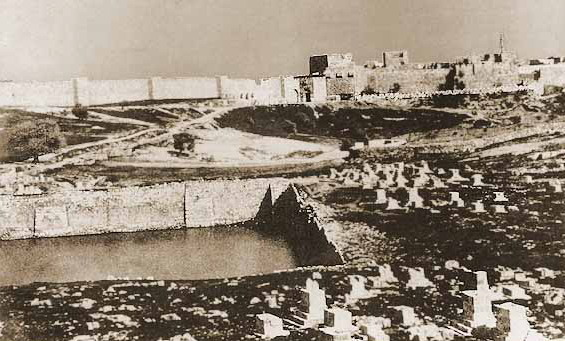
玛米拉池，19世纪中叶

玛米拉社区位于欣嫩谷西北延伸线，从耶路撒冷老城西南角沿西城墙延展。该社区是以雅法门为界，东部和北部到雅法路，西到下城和Rehavia社区，回想摩西的斜坡沿着它的西南边缘。它的总面积为0.12平方公里。
业民

## 历史

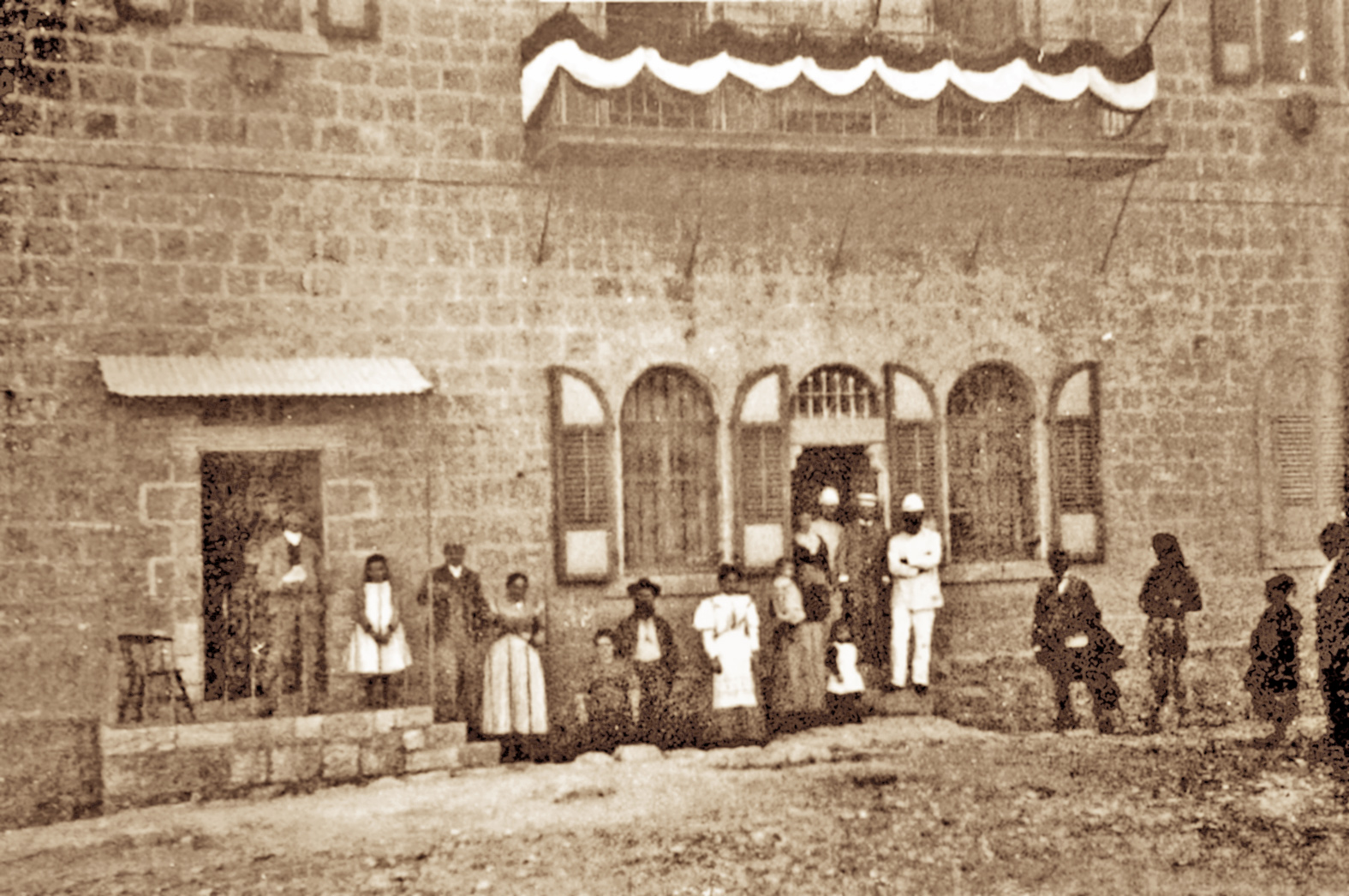
西奥多·赫茨尔在斯特恩楼外，1898年

### 奥斯曼时代
在19世纪后期，围绕古城墙的区域贫瘠而落后。雅法门外最早的建筑之一是圣味增爵招待所（Hospice Saint Vincent de Paul），是新兴的法国大院的一部分。 在雅法门外沿着城墙的早期建筑，是从人满为患的耶路撒冷老城向外延伸的商人和工匠区。耶路撒冷一些著名的现代企业最初兴建于此。1908年，奥斯曼帝国当局建起雅法门上的钟楼。十年后英国人将其拆除。

### 英国托管时期

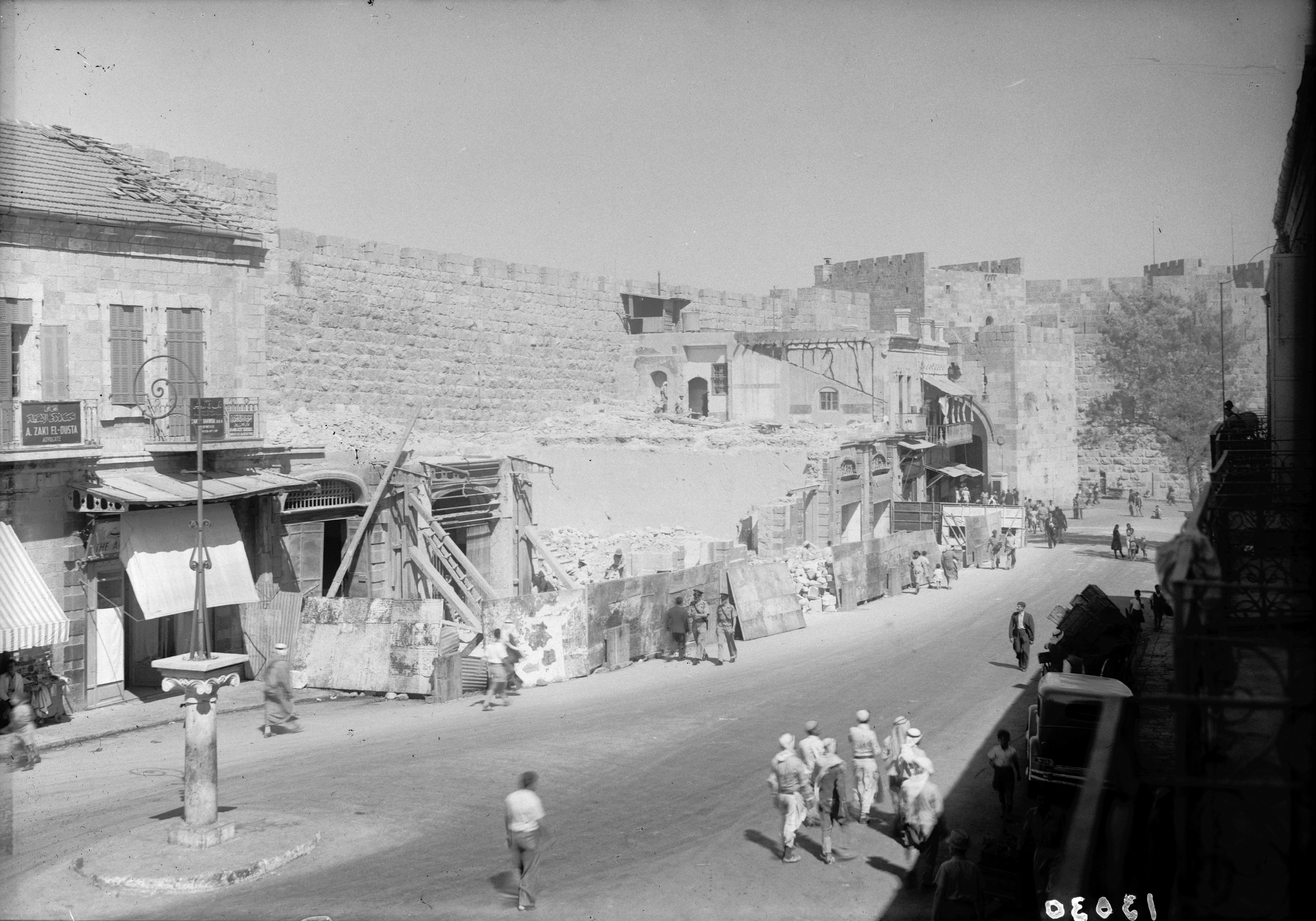
英国人拆除沿着古城墙的建筑，1944年

英国人来到耶路撒冷预示着基础设施的规划和发展的理性哲学。它尊重文化和历史遗产，并试图在建设现代城市时保持这些元素。城墙就被确定为这样的元素，英国工人采取行动，清除摊位，使得城墙和新城其余部分之间保持一片空地，形成美观的视觉效果。同样的道理，规划者拆除奥斯曼钟楼，以保护历史性的天际线。

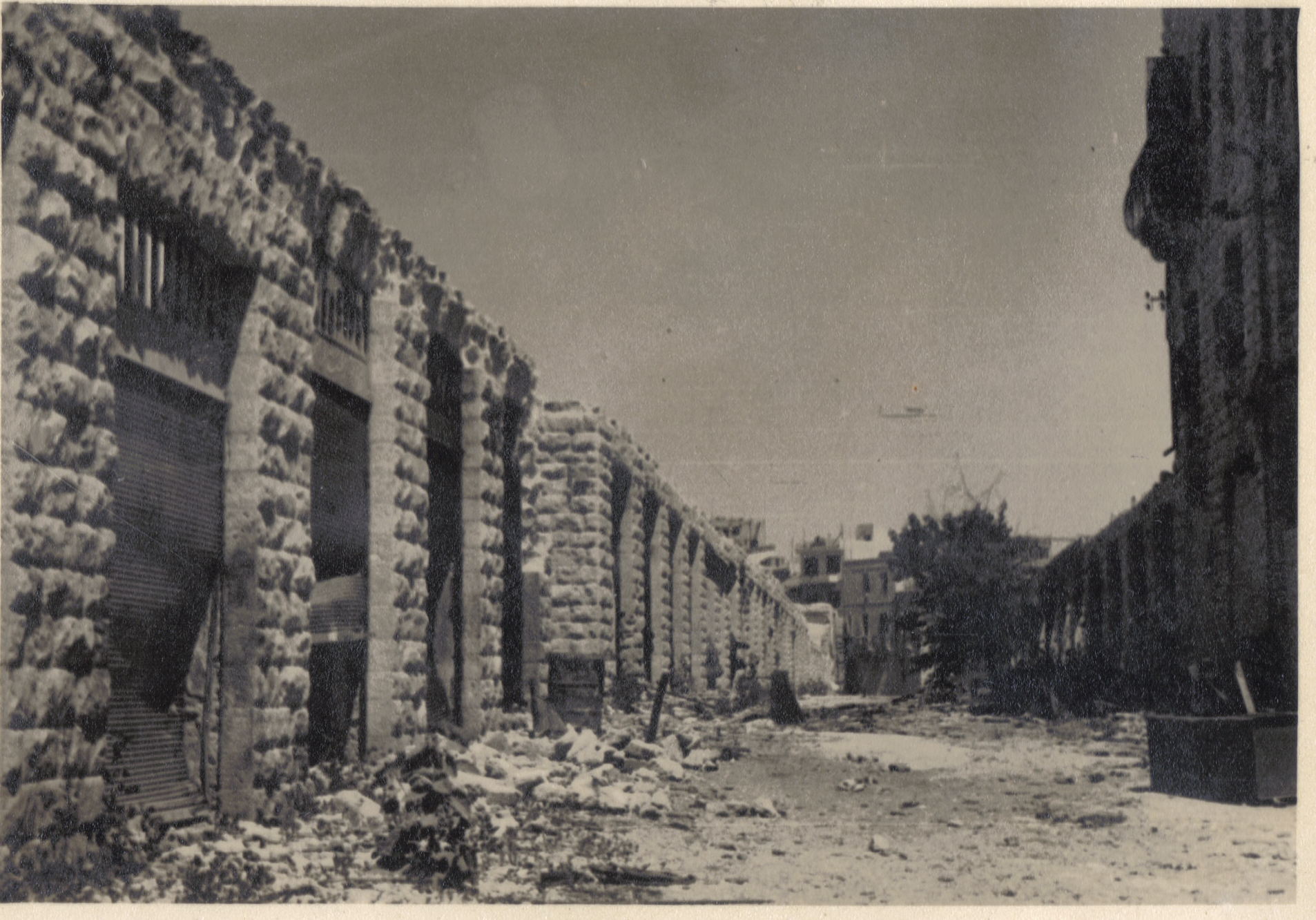
玛米拉废墟，1949年